# ویلیام بک
ویلیام بک (انگلیسی: William Beck) بازیگر اهل بریتانیا است.
از فیلم‌ها یا مجموعه‌های تلویزیونی که وی در آن‌ها نقش داشته‌است، می‌توان به قاپ‌زنی، محصول تلخ، رابین هود، کلاه سرخ، نورثنگر ابی، شیادها، شهر هالبی، وایت‌چپل، شن‌های روان و آدمکشان میدسامر اشاره نمود.